# Barbados op de Olympische Zomerspelen 1976
Barbados nam deel aan de Olympische Zomerspelen 1976 in Montréal, Canada. Net als tijdens de twee eerdere deelnames werd geen medaille gewonnen.

## Deelnemers en resultaten

### Atletiek
| Olympiër                                                   | Discipline | Resultaat | Prestatie                                       |
| ---------------------------------------------------------- | ---------- | --------- | ----------------------------------------------- |
| Pearson Jordan                                             | 100m (m)   | 51e       | serie 9: 6e in 10,95                            |
| Rawle Clarke                                               | 200m (m)   | 42e       | serie 3: 5e in 22,75                            |
| Hamil Grimes                                               | 400m (m)   | 41e       | serie 1: 7e in 49,24                            |
| Orlando Greene                                             | 800m (m)   | 37e       | serie 5: 6e in 1.51,43                          |
| Rawle Clarke Hamil Grimes Pearson Jordanië Pearson Trotman | 4x100m (m) | 17e       | serie 3: 6e in 41,15                            |
| Victor Gooding Harcourt Wason Hamil Grimes Orlando Greene  | 4x400m (m) | 13e       | serie 2: 7e in 3.08,13                          |
|                                                            |            |           |                                                 |
| Lorna Forde                                                | 100m (v)   | 35e       | serie 1: 7e in 12,02                            |
| Freida Nicholls-Davy                                       | 200m (v)   | 28e       | serie 2: 4e in 24,45 kwartfinale 4: 7e in 24,27 |

### Wielersport
| Olympiër       | Discipline  | Resultaat | Prestatie |
| -------------- | ----------- | --------- | --- |
| Stanley Smith  | sprint (m)  | 18e       | 1e ronde serie 5: V van TCH Tkáč 1e ronde herkansingen: W van THA Tarwan: 12,34 2e ronde: 3e 2e ronde herkansingen: 3e |
| Hector Edwards | tijdrit (m) | 18e       | 1.10,084 |

Amerikaanse Maagdeneilanden · Andorra · Antigua en Barbuda · Argentinië · Australië · Bahama's · Barbados · België · Belize · Bermuda · Bolivia · Bondsrepubliek Duitsland · Brazilië · Bulgarije · Canada · Chili · Colombia · Costa Rica · Cuba · Denemarken · Dominicaanse Republiek · Duitse Democratische Republiek · Ecuador · Egypte · Fiji · Filipijnen · Finland · Frankrijk · Griekenland · Groot-Brittannië · Guatemala · Haïti · Honduras · Hongarije · Hongkong · Ierland · IJsland · India · Indonesië · Iran · Israël · Italië · Ivoorkust · Jamaica · Japan · Joegoslavië · Kaaimaneilanden · Kameroen · Koeweit · Libanon · Liechtenstein · Luxemburg · Maleisië · Marokko · Mexico · Monaco · Mongolië · Nederland · Nederlandse Antillen · Nepal · Nicaragua · Nieuw-Zeeland · Noord-Korea · Noorwegen · Oostenrijk · Pakistan · Panama · Papoea-Nieuw-Guinea · Paraguay · Peru · Polen · Portugal · Puerto Rico · Roemenië · San Marino · Saoedi-Arabië · Senegal · Singapore · Sovjet-Unie · Spanje · Suriname · Thailand · Trinidad en Tobago · Tsjecho-Slowakije · Tunesië · Turkije · Uruguay · Venezuela · Verenigde Staten · Zuid-Korea · Zweden · Zwitserland